# Citroën
Ситроен (фр. Citroën) је француско предузеће аутомобила, основано 1919. године од стране Андре Ситроена. Део је Стелантиса. Седиште компаније је у Сент Уану.

## Историја

### Ране године
Пре Првог светског рата Андре Ситроен је посетио САД, како би више научио о ефективнијим производним техникама. Нарочито је био фасциниран радним методама Хенрија Форда, приликом посете његовој монтажној линији у САД. Током Првог светског рата производио је у својој фабрици оружје и муницију за француску војску. Након завршетка рата, Ситроен је имао фабрику, али није имао производ. 1919. године своју фабрику претвара у фабрику за производњу аутомобила, инспирисан успесима које је имао Хенри Форд у САД. Ситроен је прва фабрика изван САД-а која је увела масовну производњу аутомобила. Фабрика је производила једноставна мала, јефтина возила за широку јавност.
Први аутомобил који је произведен назван је Ситроен тип А, возило је покретао 4-цилиндрични мотор 1326 кубика, и развијао је брзину до 65 km/h. Основна предност овог модела била је његова свестраност, осим шасије и мотора све је било урађено по мери, могло се изабрати директно из фабрике од широког спектра опција, укључујући типове каросерије и резервних точкова. Одлична ствар је била и приступачна цена. Ове две особине довеле су до општег позитивног пријема возила. За 6 месеци након његовог пуштања продато је 2.500 возила. До наредне године, 1920. Ситроен је већ произвео скоро десет пута више аутомобила.
1921. године Ситроен је лансирао нови модел аутомобила, тип Ц, који је лакши, компактнији, али и мање моћан од свог претходника Тип А. Напреднији модели ће бити увођени годинама касније, као што су B12, 1925. године и B14, 1927. године. Непосредно пре почетка 30-их, Ситроен ће представити C4 и C6, док ће C6 касније постати важно достигнуће за француског конструктора, јер је био његов први 6-цилиндрични аутомобил и први који је достизао брзину од 100 km/h.
Први аутомобили су били конзервативни за то доба, на путевима су били бројни захваљујући масовној производњи. За разлику од конкурената тог времена, Ситроен је желео привући пажњу користећи се различитим маркетиншким триковима, укључујући трке издржљивости кроз Азију, Африку и Северну Америку, користећи авионе који су исписивали рекламне поруке на небу и постављајући на Ајфелов торањ назив компаније помоћу лампица.

### Доба Мишлена
Тридесетих година ХХ века је заустављен раст због економске кризе. Познати произвођач гума Мишлен (Michelin, погрешан изговор је Мишелин) 1935. године је преузео 60% акција Ситроена. Андре Ситроен је отишао у пензију и није учествовао у вођењу фирме. У то време произведен је револуционарни модел са ознаком траксион авант, што значи предњи погон. Радило се о аутомобил са предњим погоном, прво са мотором запремине 1303 кубика и снаге 23,5 kw. Касније су се појавили модели са снажнијим моторима и различитим каросеријама. Ова возила су имала самоносећу каросерију. Врло добро су се продавали и фирма се вратила у позитивно пословање. Иако Ситроен није био први који је развио систем са предњим погоном, али је први погурао такав ауто да уђе у масовну производњу, тип 7.
Производња је прекинута почетком Другог светског рата, 1941. године, али већ 1945. у бомбама тешко оштећеној фабрици је почела монтажа аутомобила иако се радило о предратним моделима. У октобру 1948. на сајму аутомобила у Паризу је премијерно представљен модел који је почео да се припрема још пре рата. Био је то Ситроен 2CV, код нас познат као спачек. Био је то мали аутомобил са једноставном каросеријом и кровом од платна. Аутомобил је имао ваздушно хлађење мотора запремине 375 кубика и снаге само 6,5 kw са предњим погоном. Почео је да се продаје 1949. године, а интерес је био огроман. Производио се до 1990. године. 1955. године појавио се револуционарни модел Ситроен DS, код нас познат као ајкула. Ова лимузина футуристичког изгледа је имала хидрауличне амортизере, који су му омогућавали промену висине над путем. Била је опремљена сервом и аутоматским квачилом. Предњи погон и мотор са четири цилиндра запремине 1911 кубика је преузела од свог претходника траксион аванта. Овај модел је превазишао своје доба и производио се двадесет година. Данас је сматран једним од најелегантнијих модела у историји.

### Доба ПСА
Пежо је 1974. године купио 38,2% удела у Ситроену. 1976. повећали су свој удео, у тада банкротираном Ситроену, на 89,95% стварајући тако ПСА Пежо Ситроен групацију. Ова групација спада међу водеће произвођаче аутомобила у свету. Пежо и Ситроен брендови задржали су одвојене продајне и маркетиншке структуре, али деле заједничку технологију развоја и састављања аутомобила.

## Лого
Андре Ситроен је са 22 године посетио Пољску, прадомовину својих предака. Тамо је приметио посебну израду дрвених зупчаника, које данас зовемо шеврон. Андре Ситроен је одмах схватио предност тих зупчаника, нарочито тихи рад и малу потрошњу. 1912. године оснива малу фабрику за производњу зупчаника на основу патента који је раније добио. Тада је први пут употребљен лого, дупла хауба која симболише два зуба зупчаника новог система. Овај лого Ситроен користи и данас. Лого је претрпио неколико измена. Садашњи је представљен 2022. године.
- Први изглед
- Данашњи изглед

## Европски аутомобили године
Ситроен је имао три модела победника Европског аутомобила године:
- 1971 – Ситроен GS
- 1975 – Ситроен CX
- 1990 – Ситроен XM

## Модели

### 1919-1949
- Citroën Autochenille
- Citroën Rosalie
- Ситроен тип А
- Ситроен тип Б
- Citroën AC4
- Citroën AC6
- Ситроен тип Ц
- Citroën Traction Avant
- Citroën TUB

### 1949-2013
| 1949-1970 - Citroën 2CV - Citroën Ami - Citroën Ami - Citroën Bijou - Citroën DS - Citroën Dyane |  | 1970-1980 - Citroën Ami - Citroën CX - Citroen GS - Citroën LN - Citroën M35 - Citroën Méhari - Citroën FAF - Citroën SM - Citroën Visa - Citroën Acadiane |  | 1980-данас - Citroën Axel - Citroën AX - Citroën BX - Citroën Evasion - Citroën Fukang 988 - Citroën XM - Citroën Xantia - Citroën ZX - Citroën Saxo - Citroën Xsara - Citroën C-Crosser - Citroën ZX - Ситроен Ц2 - Ситроен Ц4 еркрос - Ситроен Ц6 - Citroën C15 - Citroën C25 - Citroën C35 |

### Садашњи модели
- Ситроен Ц-зеро
- Ситроен Ц1
- Ситроен Ц3
- Ситроен Ц4
- Ситроен Ц5
- Ситроен Ц-елизе
- Ситроен Ц8
- Ситроен Ц4 кактус
- Ситроен Ц3 еркрос
- Ситроен Ц5 еркрос
- Ситроен Е-мехари

### Комби
- Ситроен немо
- Ситроен берлинго
- Ситроен џампи
- Ситроен џампер

### Камиони
- Citroën 23
- Citroën 45
- Citroën 55
- Citroën Belphégor
- Citroën K

### Аутобуси
- Citroën 55
- Citroën Jumper
- Citroën AC6
- Citroën 23
- Citroën 32
- Citroën 45